# Camulos
Camulos – bóg Remów, celtyckiego plemienia żyjącego na obszarze dzisiejszej Belgii.
Świadectwa mówią też o jego kulcie w północnej Brytanii jako boga wojny i w mieście Camulodunum (Fort Camulosa), obecnie jest to Colchester w hrabstwie Essex. Od nazwy tego miasta wywodzi się zapewne nazwa mitycznego zamku Camelot. Rzymianie identyfikowali Camulosa z Marsem. Miecz boga był ponoć niezwyciężony.